# Samouraï ruraux
Les samouraïs ruraux 郷士, gōshi), aussi appelés gōzamurai (郷侍), sont des samouraïs de l'époque d'Edo qui vivent à la campagne et gèrent un village. Ils se trouvent principalement dans les « zones périphériques », au sud du Kyūshū et dans le Shikoku ; ils vivent normalement comme employés rémunérés dans les quartiers de samouraïs des jōkamachi (ville-château).
Les membres des anciennes familles ou les agriculteurs, auxquels est accordé le droit de « prendre un nom de famille ou de porter l'épée » (名字帯刀, myōjitaitō) sont également appelés gōshi.
À la fin de l'époque d'Edo, le nombre de ceux qui atteignent ce statut en versant de l'argent à leur seigneur féodal augmente.
Un des samouraïs ruraux les plus connus est Sakamoto Ryōma.

## Source de la traduction
- (de) Cet article est partiellement ou en totalité issu de l’article de Wikipédia en allemand intitulé « Landsamurai » (voir la liste des auteurs).